# ヘニッジ・ダンダス
ジョージ・ヘニッジ・ローレンス・ダンダス（George Heneage Lawrence Dundas, 1778年9月8日 - 1834年10月7日）は、18世紀末から19世紀のイギリス海軍軍人。海軍少将、第一海軍卿、バス勲爵士（CB）。
初代ダンダス男爵トマス・ダンダスの五男。

## 軍歴
ダンダスは1800年3月に戦列艦クイーン・シャーロットの下級士官だったが、艦が火事で焼け落ちたとき、その救助活動で名を上げた。
その後海軍内で累進し、1834年には第一海軍卿となった。

## 政治的経歴
ダンダスは初めはリッチモンド選挙区の、後にはオークニー&シェトランド選挙区の下院議員を務めた。

## 小説への登場
ダンダスは、パトリック・オブライアンによる小説『オーブリー&マチュリンシリーズ』に主要な脇役として登場する。オブライアンはダンダスを、士官候補生時代に主人公ジャック・オーブリーと一緒に航海した船乗り仲間として描いている。